# Glymur
Glymur – drugi co do wysokości wodospad Islandii, mierzący 198 m, położony w zachodniej części wyspy na niewielkiej rzece Botnsá, która wypływa z jeziora Hvalvatn na wysokości 378 m n.p.m. i po 9 km uchodzi do zatoki Hvalfjörður, po drodze opadając w postaci wodospadu Glymur.
Glymur widnieje w oficjalnych publikacjach jako najwyższy wodospad na wyspie. W 2007 roku w południowej Islandii na obrzeżu lodowca Morsárjökull odkryto jednak wyższy wodospad, nazwany później Morsárfoss, który mierzy 239 m wysokości
Glymur położony jest na końcu wąwozu rzeki Botnsá (dolina Botndalur), u podnóża góry Hvalfell (848 m n.p.m.). Leży stosunkowo na uboczu, z dala od głównych traktów. Do wylotu doliny można dotrzeć drogą nr 47. Od momentu powstania tunelu Hvalfjörður pod dnem fiordu Hvalfjörður, koło miasta Akranes, którym biegnie obecnie główna droga nr 1, droga nr 47, a tym samym okolica wodospadu, odwiedzana jest prawie wyłącznie przez turystów. Po dotarciu do parkingu w dolinie Botndalur do wodospadu można dotrzeć dwiema trasami turystycznymi, które przebiegają po obu stronach wąwozu. Dotarcie do wodospadu wymaga pokonania strumieni. 